# Oligodectoides tindalei
Oligodectoides tindalei är en insektsart som beskrevs av Rentz, D.C.F. 1985. Oligodectoides tindalei ingår i släktet Oligodectoides och familjen vårtbitare. Inga underarter finns listade i Catalogue of Life.